# Dornier Do 24
Dornier Do 24 byl německý třímotorový létající člun z druhé poloviny 30. let 20. století.

## Vývoj
Stroj byl původně vyvinut na požadavek Nizozemska, které potřebovalo moderní hydroplán pro své východoindické kolonie. Jako první vzlétl prototyp Do 24 V3 (imatrikulace D-AYWI) 3. července roku 1937, následovaný Do 24 V4 (D-ADLP) dne 22. července 1937.[zdroj⁠?!] Oba prototypy poháněly americké hvězdicové devítiválce Wright R-1820-F52 Cyclone. Další prototyp Do 24 V1 (D-AIBE) vzlétl poprvé z Bodamského jezera 10. ledna 1938 poháněn třemi motory Junkers Jumo 205C Diesel.
Letouny byly dodávány Nizozemsku s označením Do 24K-1, a licenčně se zde i ve firmě Aviolanda a De Shelde stavěly, později se připojila k výrobě také společnost Fokker. Prvních dvanáct strojů bylo vyzbrojeno třemi kulomety Colt-Browning ráže 7,7 mm,[zdroj⁠?!] od třináctého neslo hřbetní střeliště kanón HS 404 ráže 20 mm. Letouny se vyráběly rovněž ve Švýcarsku filiálkou Dornier-Flugzeuge v Altenrheinu a poslední šestý zde vyrobený kus byl dokončen jako Do 24 K-2 se zvětšenými palivovými nádržemi a novými motory R-1820-G102.
Po obsazení Nizozemska německými vojsky byly v leteckých továrnách v Papendrechtu a Dortrechtu zabaveny dohotovené i rozestavěné Do 24 K-2 a následně vyrobené stroje s německým radiovybavením, palubními přístroji a kulomety MG 15 obdrželo označení Do 24 N-1. Od srpna do září 1941 nahradily v Luftwaffe stroje Dornier Do 18. Další variantou byla verze Do 24 T-1 s motory BMW-Bramo 323 R-2 Fafnir. Nevyzbrojené typy Dornier Do 24 MS sloužily k odstraňování min v řekách, pobřežních vodách a přístupech k přístavům. Byly vybaveny duralovým prstencem pod křídlem s vlastním zdrojem napájení, který vytvářel elektromagnetické pole k ničení námořních min.
Na konci roku 1942 byla výroba Do 24 T zahájena také u francouzské společnosti CAMS v Sartrouville s celkovou produkcí 22 kusů do konce roku 1943. V tomto roce vznikla verze Do 24 T-2 s rozšířeným rádiovým a navigačním vybavením, u některých strojů byl německý kanón MG 151 nahrazen francouzským HS 404 ráže 20 mm.

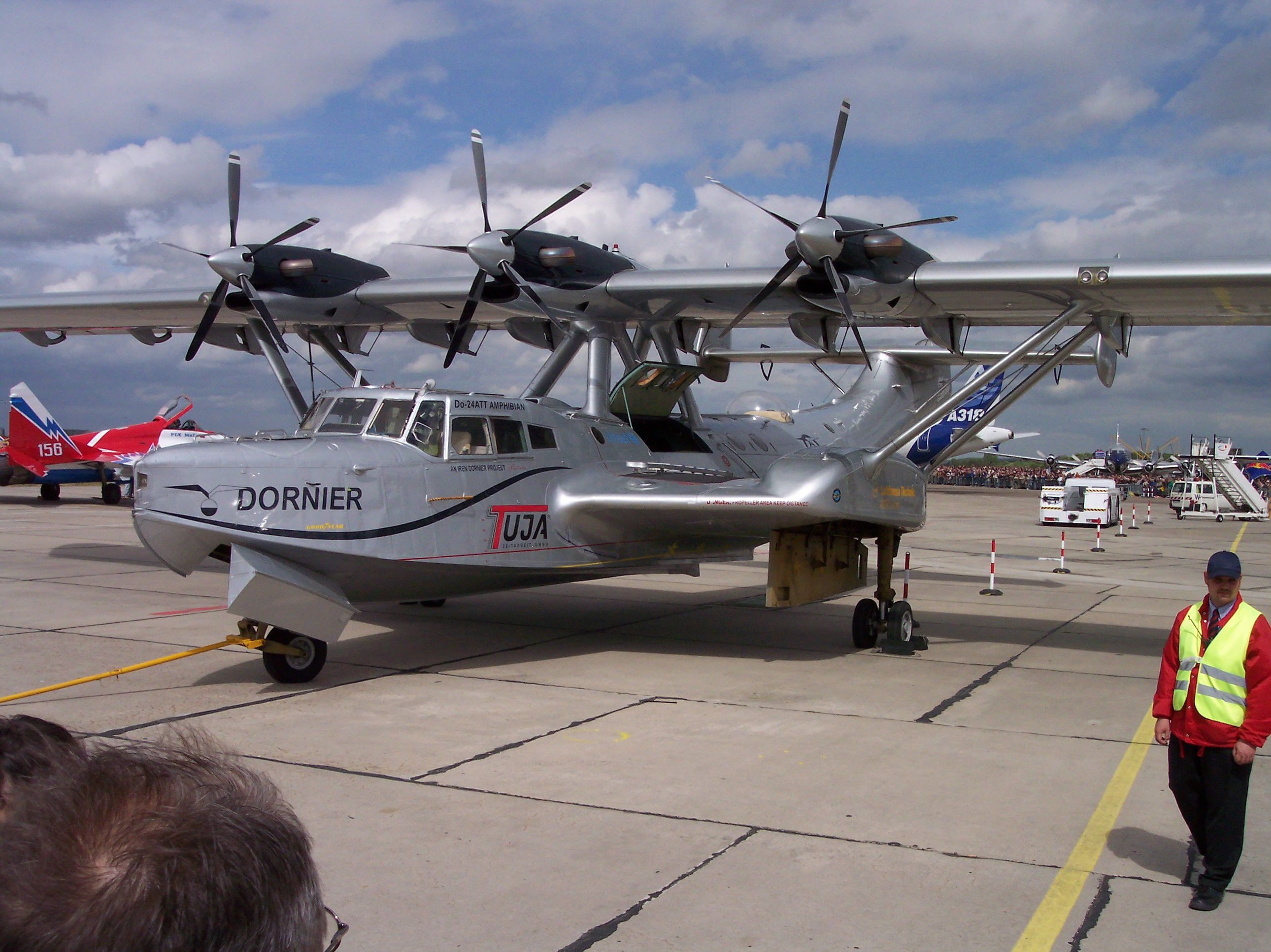
Dobře viditelný zatahovací podvozek na jediné přestavěné amfibii Do 24 ATT

6. srpna 1971 přelétli Comandante Luis Meson Bada a Capitan José L. Ferragut Aquilar v NSR zakoupený Do 24 (Werk-Nr. 5345) z Pollense přes Marseille a Lausanne do Friedrichshafenu. V mnichovské firmě Dornier GmbH pro tento stroj postavili nové obdélníkové křídlo se superkritickým profilem a zešikmenými koncovými oblouky. Motorová lože dostala zabudované tři turbovrtulové pohonné jednotky Pratt and Whitney Canada PT-6A-45B s výkonem po 833 kW pohánějících pětilisté vrtule. Trup nového Do 24 ATT byl převzat s minimálními úpravami. Změn doznal nový příďový podvozek převzatý z letounu Fokker F-27 Friendship a byly upraveny boční trupové plováky. Nová verze byla zalétaná piloty D. Thomasem a M. Feursegerem 25. dubna 1983 z továrního letiště Oberpfaffenhofen u Mnichova. Maximální rychlost vzrostla na 428 km/h.

## Nasazení

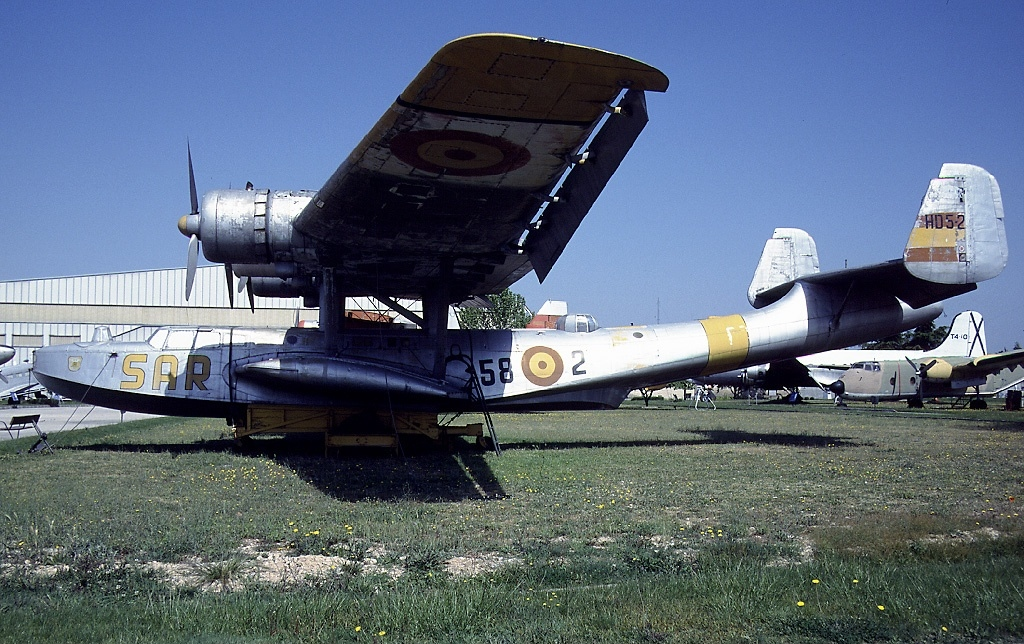
Dornier Do-24T-3 španělské námořní záchranné služby (SAR)

Německé Do 24 zasáhly do bojů již v dubnu 1940. Prototypy V1 a V2 obdržely výzbroj každý dvěma kulomety MG 15 ráže 7,9 mm a kanónem MG 151 ráže 20 mm a zařazeny k jednotce KG.z.b.V. 108 See.
Nizozemské námořní letectvo (MLD) mělo v Nizozemské východní Indii celkem 37 letounů Do 24, které sloužily u Groepen Vliegtuigen (GVT) 1 až 8. Již 13. prosince 1941 si palubní střelec stroje Do 24 K-1 (X-22) nárokoval první (nepotvrzený) sestřel japonské „stíhačky“ pro MLD. Dne 17. prosince 1941 tři Do 24 K-1 od GVT-7 spolu s bombardéry Martin 139 zaútočily na japonské lodě u Miri na Severním Borneu. Do 24 (X-32) při této akci potopil torpédoborec Šinonome. O šest dní později napadlo japonské lodě u Davaa na Filipínách šest Do 24 (X-11, 12, 25, 26, 27 a 30). 19. února 1942 přeletělo pět Do 24 (X-5, 7, 8, 9, a 10) do Austrálie následované šest dní před kapitulací nizozemských vojsk ve Východní Indii, 2. března 1942, dalšími šesti Do 24 (X-1, 3, 20, 23, 28, a 36).
Dne 19. dubna 1942 převzalo letouny australské letectvo, kde sloužily např. u 41. peruti RAAF k transportním účelům.
Od května 1942 operovaly Do 24 v rámci Seenotkomanda Varna v Jevpatorii na černomořském pobřeží Krymu, kde prováděly záchranné práce, průzkum a doprovázely konvoje do Oděsy a Sevastopolu. Na konci února 1943 byly Do 24 T z důvodu rozbahněných letišť převeleny k 1. a 2. Seetransportstaffel Sewastopol k transportním úkolům. Letouny tohoto typu operovaly také v oblasti Středozemního moře u Seenotzentrale Syrakus, kde se v září 1943 pět Do 24 podílelo na záchraně trosečníků z potopené lodě Roma, avšak čtyři byly sestřeleny spojeneckými letouny.
V přístavech Cherbourg a Boulogne měly domovské základny Seenotstaffeln operující nad kanálem La Manche, v Brestu byly umístěny jednotky Do 24 T operující nad Atlantikem a nad Baltským mořem přepravovaly především raněné a vojenský materiál. V Norsku byla umístěna Seenotstaffel 50 se základnou v Stavanger-Sola a Seenotstaffel 51 v Bodø.

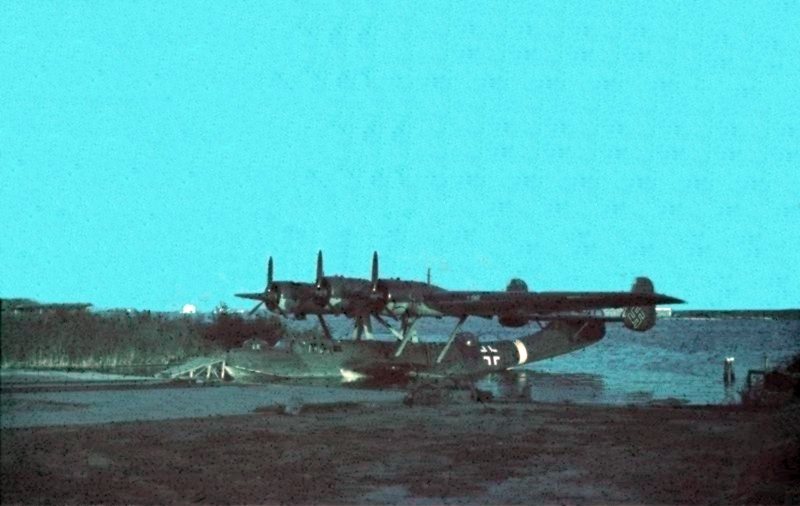
Dornier Do 24N, Rumunsko, 1941

Krátce před obsazením Oděsy Rudou armádou na konci dubna 1944 prováděly Do 24 T zásobovací lety evakuaci raněných na trase Krym-rumunské černomořské pobřeží. V srpnu 1944 bylo osm Do 24 T ze Seenotstaffel 8 evakuováno z rumunské základny Mamaia přes Varnu a Soluň do Athén. Zde posílily Seenotstaffeln 6 a 7, které přepravovaly vojáky ze základen na Krétě a řeckých ostrovech. Zbylé Do 24 poté přeletěly do Vídně. Poslední německé jednotky, které na konci války používaly letouny Do 24 T, byly Seenotgruppen 80 a 81 v Grossenbrode.
Na začátku června 1944 byl první z dvanácti objednaných strojů Do 24 T-3 dodán do Španělska k námořní dálkové průzkumné a záchranné letce v Puerto de Pollensa na Mallorce. Po ukončení války sloužily u 3. smíšeného leteckého pluku a následně tvořily jednu Grupo v Regimento Num 51 Ejército del Aire až do roku 1969.

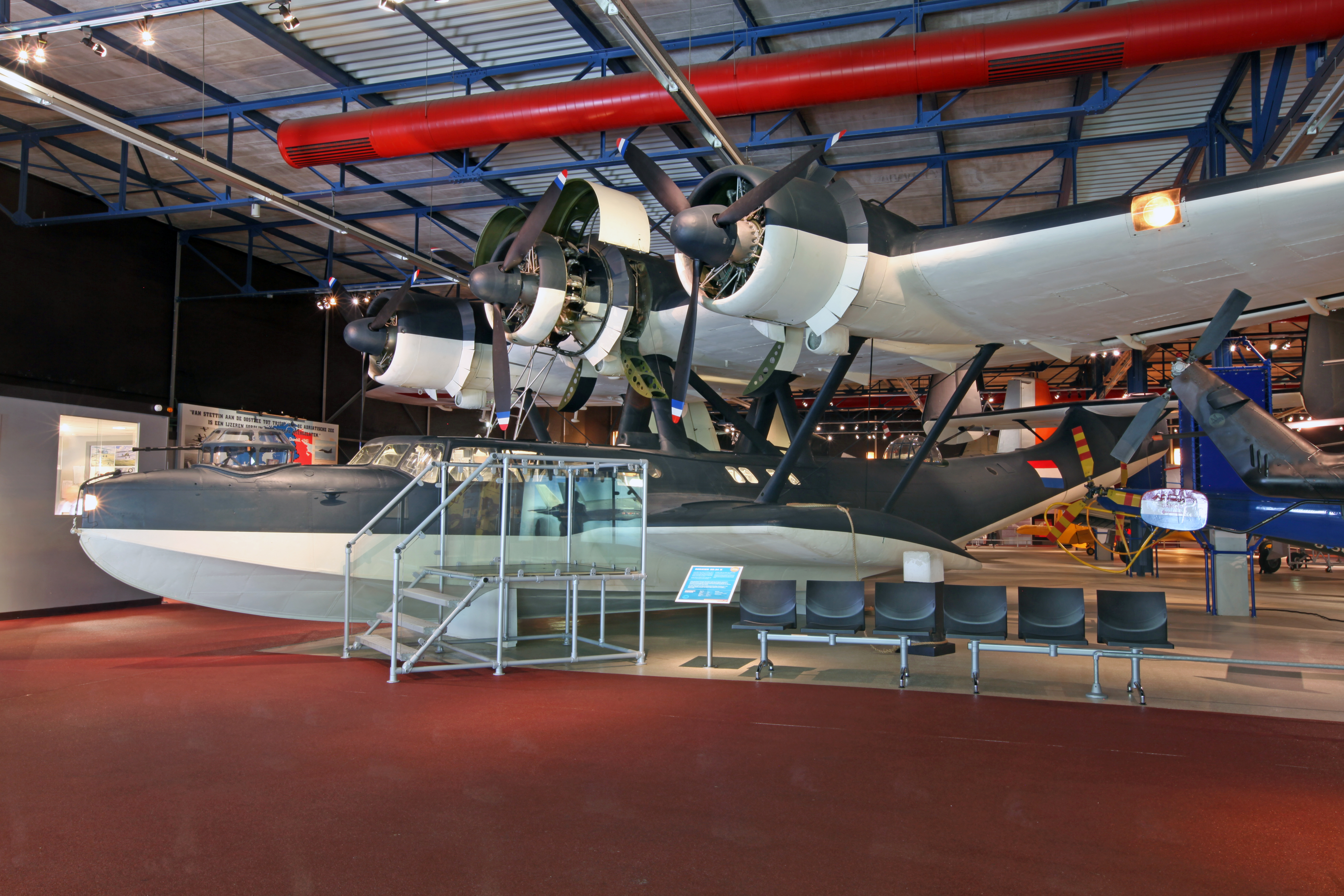
Dornier Do 24 K v leteckém muzeu v nizozemském Soesterbergu

Po osvobození francouzského Sartrouville pokračovala výroba Do 24 T pro Aéronavale. 5. prosince 1944 byla utvořena Flotille 9F v St. Mandrier. Ta byla 1. ledna 1946 přejmenována na Escadrille 30S. 1. března 1946 vznikla podobná jednotka Escadrille 20S umístěná v Aspettu na Korsice a konečně třetí jednotkou s letouny Do 24 se stala Flotille 9F (Exploration) v Karoubě u Bizerty. V roce 1953 byly vyřazeny a část strojů byla předána Španělsku.
Během války přeletěly dva stroje Do 24 T do neutrálního Švédska. První (Werk-Nr.3342, CM+RY) z Seenotgruppe 81 přistál 31. října 1944 v Hälleviku, který byl od 10. května 1945 zařazen jako Tp 24 u Flottilj 2 v Hägernäs. Druhý (Werk-Nr.42, 5W+BU) z jednotky Seenotstaffel 50 přeletěl 9. května 1945 z Ventspils do Trelleborgu. Tento stroj byl i s uprchlíky předán 14. srpna 1945 do Sovětského svazu, kde sloužil u polárního letectva.

## Specifikace

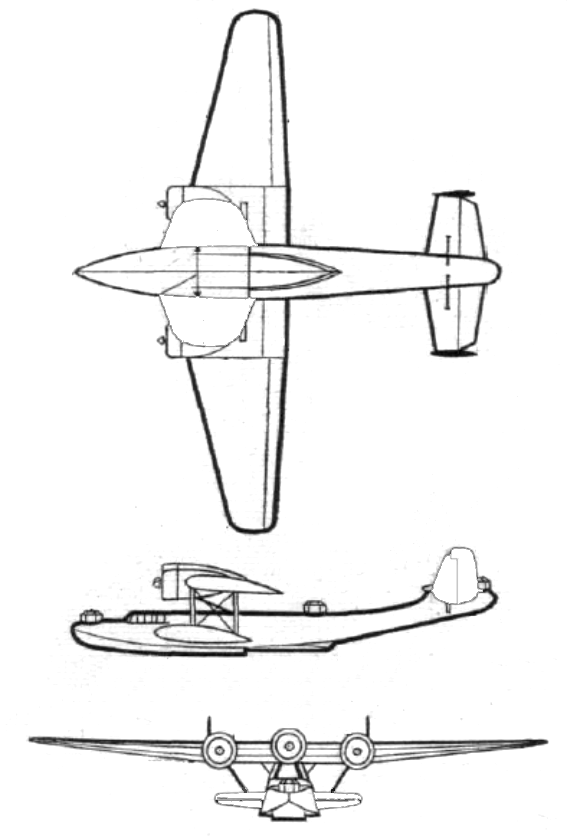
Třípohledový nákres Do 24

Údaje platí pro Do 24 T-1

### Technické údaje
- Rozpětí: 27,00 m
- Délka: 21,89 m
- Výška: 5,75 m
- Nosná plocha: 108,00 m²
- Hmotnost prázdného letounu: 10 600 kg
- Vzletová hmotnost: 18 400 kg

### Výkony
- Maximální rychlost u země: 291 km/h
- Maximální rychlost ve výšce 4800 m: 340 km/h
- Cestovní rychlost: 220 km/h
- Výstup do 1000 m: 4,5 min
- Výstup do 2000 m: 9,3 min
- Výstup do 4000 m: 21 min
- Dostup: 6300 m
- Maximální dolet: 2700 km
- Maximální dolet s příd. nádržemi: 4700 km